# Concordia megye (Amerikai Egyesült Államok)
Concordia megye az Amerikai Egyesült Államokban, azon belül Louisiana államban található. Megyeszékhelye és legnagyobb városa Vidalia. Lakosainak száma 18 687 fő (2020. április 1.). Concordia megye Tensas, Avoyelles, Pointe Coupee, Adams, Wilkinson, West Feliciana és Catahoula megyékkel határos.

## Népesség
A megye népességének változása:
| Lakosok száma | 20 836 | 20 822 | 20 434 | 20 442 | 20 142 | 18 687 |
|               | 2010   | 2011   | 2012   | 2013   | 2015   | 2020   |